# Bezonvaux
Bezonvaux ist eine französische Gemeinde im Département Meuse in der Region Grand Est (bis 2015 Lothringen).
Diese Gemeinde hat keine Einwohner. Es handelt sich um eines der neun im Ersten Weltkrieg während der Schlacht um Verdun vollständig zerstörten Dörfer, die nie wieder aufgebaut wurden. Nach der Einstellung der Feindseligkeiten wurde beschlossen, die die zum „für Frankreich gefallenen Dorf“ erklärte Gemeinde in Erinnerung an die dortigen Ereignisse zu bewahren. Heutzutage wird die Gemeinde von einem dreiköpfigen Rat verwaltet, dessen Mitglieder vom Oberhaupt des Departements, dem Präfekten, ernannt werden.

## Geschichte
1096 ist das Dorf erstmals urkundlich fassbar; man nimmt an, dass es auf einem in gallo-römischer Zeit gerodeten Areal errichtet wurde. 1252 erscheint das Dorf als Besonval in einer Urkunde. Es gehörte lange Zeit zur Burggrafschaft Saulcy (im heutigen Département Aube), dann zu Étain (im heutigen Département Meuse). Es war Hauptort eines gleichnamigen Amtsbezirks. Um 1750 wohnten hier 20 Familien. 1789 gehörte das Dorf als Lehen dem Frauenkloster von Juvigny-sur-Loison; 1741 war ein Baron de Besonvaux Lehnsherr, der in einem schlossähnlichen Gebäude mit einem mittelalterlichen, damals reparaturbedürftigen Turm in der Nähe der Kirche lebte. Ab 1750 gab es eine Schule. 1803 hatte Bezonvaux 199, 1851 317, 1901 173 und 1913 149 Einwohner. Sie lebten von der Imkerei, von Tierhaltung und vom Getreideanbau. Etwa 500 Meter abwärts des Bezonvaux-Bachverlaufs existierte eine Getreidemühle, die bis 1914 in Betrieb war und im Ersten Weltkrieg völlig zerstört wurde. Auch gab es Weinberge und Hopfenanbauflächen. Einige Bewohner waren Handwerker und Händler.
Ende 1914 und im Jahr 1915 wurde das Dorf sporadisch von deutscher Artillerie beschossen. 1916 wurde das Dorf bis Mitte Februar evakuiert und vom 21. Februar 1916 an mitsamt der umgebenden Natur durch dichten Granatenbeschuss schwer beschädigt. Am 25. Februar nahmen die Deutschen das Dorf ein, es konnte aber am 15./16. Dezember 1916 von französischen Truppen zurückerobert werden.

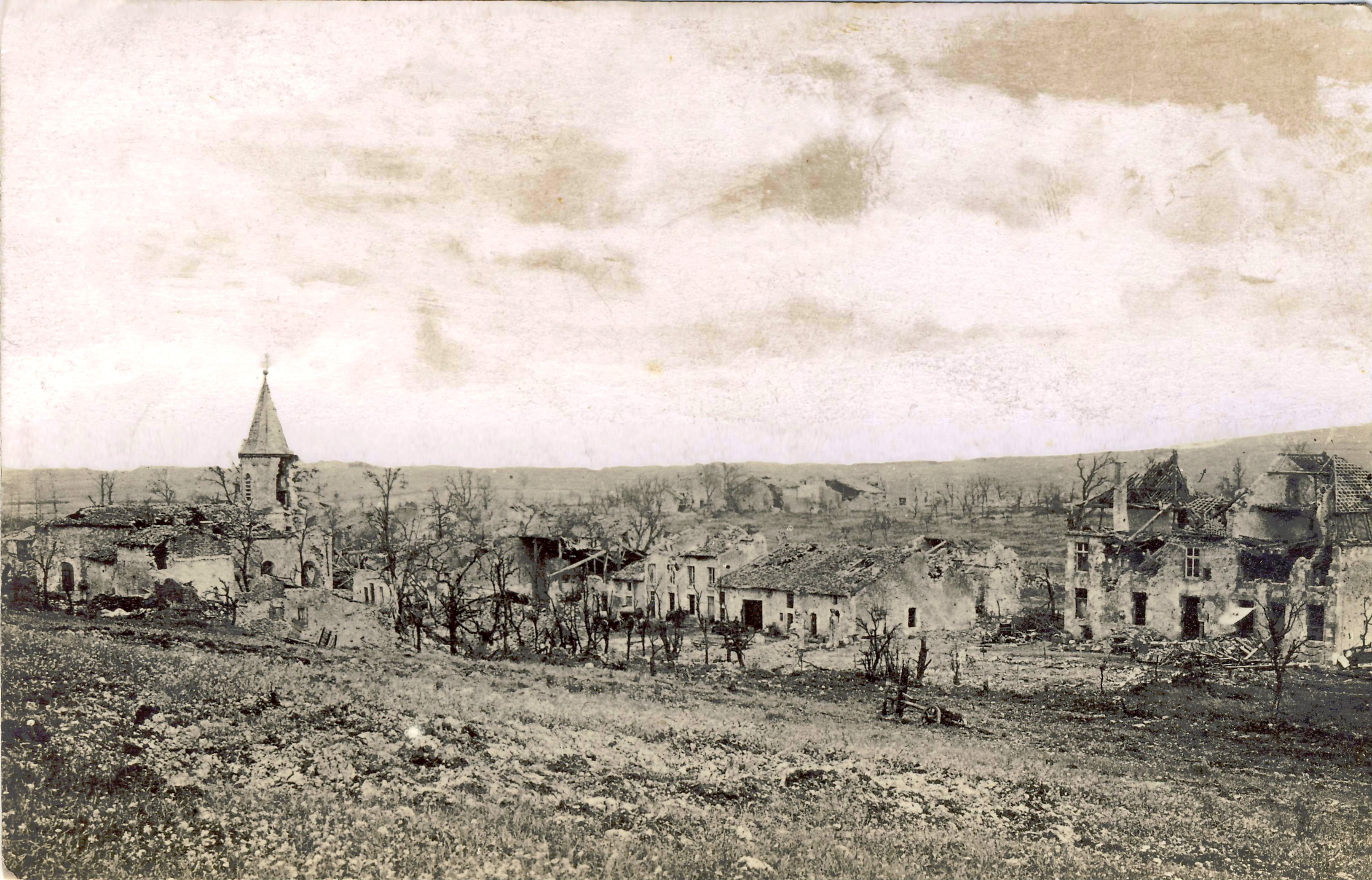
Zustand nach dem 9. August 1916

Der weiterhin anhaltende ständige Beschuss zerstörte das Dorf weiter. Nach dem Kriegsende erwiesen sich die Schäden als zu immens und die Explosionsgefahr durch Munitionsreste als zu hoch, um Bezonvaux wieder aufzubauen, obwohl sich die ehemaligen Bewohner vehement dafür einsetzten. Noch heute darf man wegen Lebensgefahr die angelegten Pfade durch das zerstörte Dorf nicht verlassen. Ab 1919 wurde jedem zerstörten Dorf per Gesetz eine Gemeindekommission zuerkannt, die von einem Präsidenten im Rang eines Bürgermeisters geführt wird.
1932 wurde im zerstörten Dorf eine Gedächtniskapelle (Architekt: M. Delancle; Bauunternehmen: C. Beaumomt-et-Jouve) für die während der Kämpfe zerstörte Ortskirche St-Gilles von 1847/48 erbaut. Auch errichtete man ein Kriegerdenkmal. Die im Hof des „Schlosses“ bestatteten deutschen Kriegstoten wurden auf die deutschen Soldatenfriedhöfe Azannes II und Ville-devant-Chaumont überführt. Auf dem „Pfad der Erinnerung“ entlang der ehemaligen Hauptstraße des Dorfes und begleitet vom Bachbett erinnern Reste von Häusern, von Kriegsgerät und von landwirtschaftlichen Geräten an das Schicksal des Dorfes und seiner Bewohner.
In der unmittelbaren Nähe liegt Ornes, ein anderes zerstörtes Dorf, das nicht wieder aufgebaut wurde. Die anderen zerstörten und nicht wieder errichteten Dörfer sind Beaumont, Cumières, Douaumont, Fleury, Haumont, Louvemont, Ornes und Vaux.

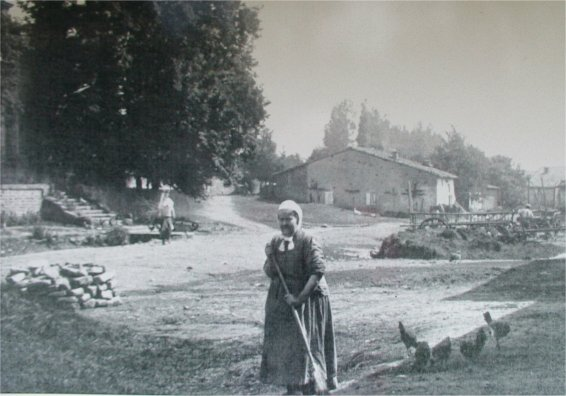
Bezonvaux um 1914
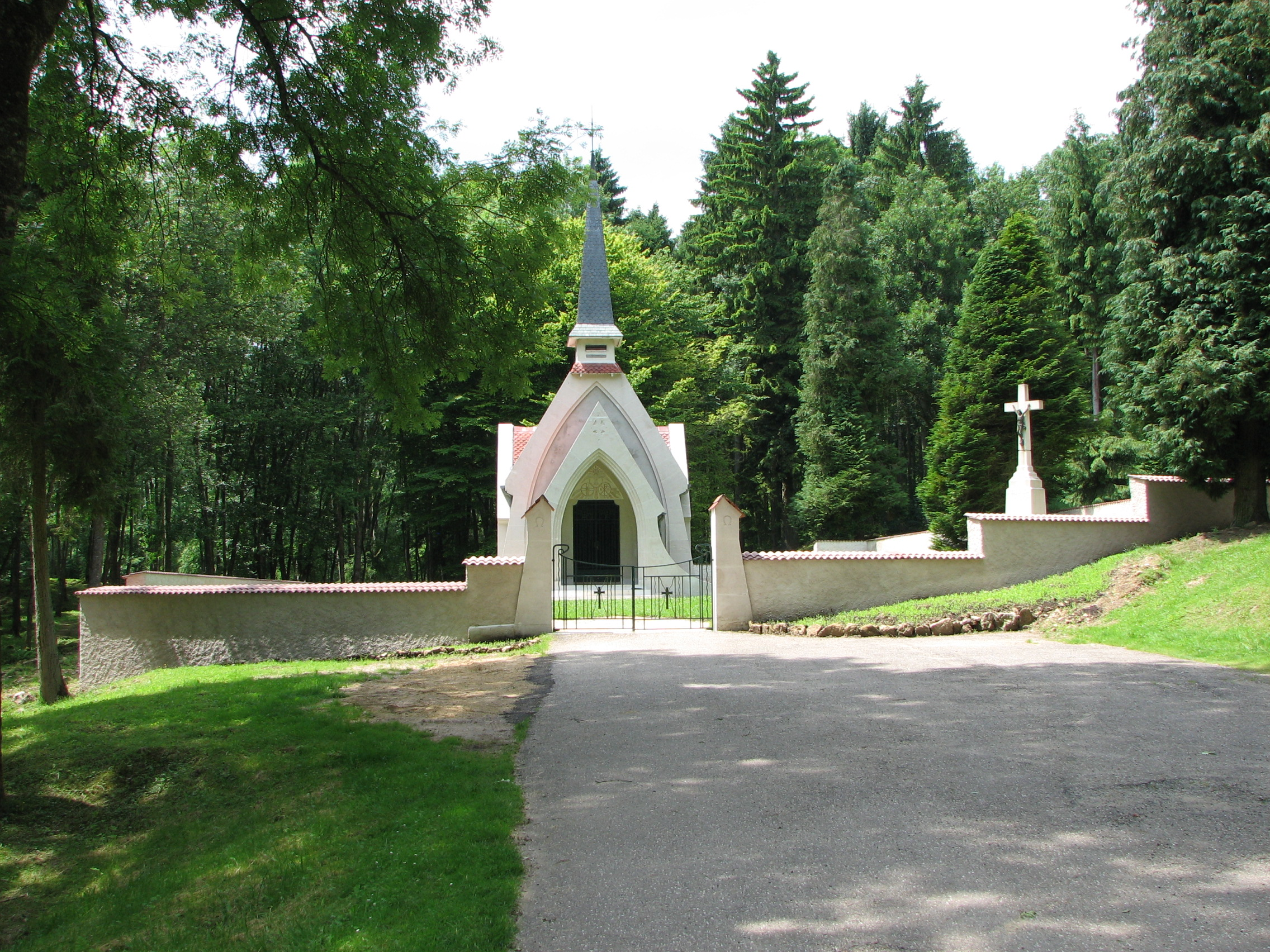
Die 1932 errichtete Kapelle mit dem Kriegerdenkmal